# Jean Frédéric Frenet
Jean Frédéric Frenet (* 7. Februar 1816 in Périgueux; † 12. Juni 1900 ebenda) war ein französischer Mathematiker, Astronom und Meteorologe.
Frenet studierte an der Universität Toulouse. Die von ihm in seiner Doktorarbeit aufgestellten und nach ihm benannten frenetschen Formeln (sie werden auch Frenet-Serret-Formeln genannt nach Joseph Serret, der sie vollständig angab) sind grundlegend für die Beschreibung von Kurven im Raum. Bereits 1847, im Jahr seiner Promotion, erhielt er eine Professur in Toulouse. Ein Jahr darauf wechselte er an die Universität von Lyon, wo er auch Direktor der dortigen Sternwarte wurde, an der er auch meteorologische Messungen durchführte. Im Jahre 1852 veröffentlichte er die frenetschen Formeln im Journal de Mathématiques Pures et Appliquées.
1856 wurde seine Einführung in die Analysis (Recueil d’exercices sur le calcul infinitésimal) veröffentlicht. Sie erreichte sieben Auflagen, die letzte erschien 1917.

## Schriften
- Sur les courbes à double courbure. In: Journal de mathématiques pures et appliquées. 1852, S. 437–447.
- Recueil d'exercices sur le calcul infinitésimal. Paris 1856.